# Zorgvlied
Zorgvlied (52° 55′ N, 6° 15′ L) é uma cidade dos Países Baixos, na província de Drente. Zorgvlied pertence ao município de Westerveld, e está situada a 23 km, a oeste de Assen.
A área de Zorgvlied, que também inclui as partes periféricas da cidade, bem como a zona rural circundante, tem uma população estimada em 410 habitantes.